# Funkcionalna selektivnost
Funkcionalna selektivnost (ili „trgovina agonistima“, „pristrasni agonizam“, „diferencijalna interakcija“ i „proteinski agonizam“) je ligand-zavisna selektivnost za pojedine staze prenosa signala datog receptora. Do ove pojave može doći kad receptor ima nekoliko mogućih puteva prenosa signala. Stepen u kojem je svaki od tih puteva aktiviran zavisi od liganda koji je za njega vezan.

## Funkcionalna vs. tradicionalna selektivnost
Funkcionalna selektivnost je predložena kao proširenje konvencionalne definicije farmakologije.
Tradicionalna farmakologija postulira da ligand može da bude klasifikovan kao agonist (pun ili parcijalni), antagonist ili kao inverzni agonist za specifični receptorski podtip, i da će ova karakteristika biti konzistentna za sve efektore (sekundarne glasnike) sistema spregnutog sa tim receptorom. Mada je ova dogma bila osnova za interakcije liganda i receptora tokom više decenija, noviji podaci ukazuju da je ova klasična definicija ligand-protein interakcije ne važi za znatan broj jedinjenja.
Funkcionalna selektivnost pretpostavlja da ligand može da proizvede mešavinu klasičnih karakteristika na jednoj receptorskoj izoformi zavisno od efektorskog puta spregnutog sa receptorom kad je dati ligand vezan. Na primer, ligand ne može lako da bude klasifikovan kao agonist ili antagonist, zato što on može imati jednu ili drugu ulogu u zavisnosti od njegovog preferiranog puta prenosa signala. Iz tog razloga, takvi ligandi trebaju biti klasifikovani na osnovu njihovih individualnih efekata u ćeliji. Važno je napomenuti da se funkcionalna selektivnost javlja u mnogobrojnim različitim ekspresionim sistemima i da stoga ona nije specifičan fenomen jednog osobenog sistema.

## Literatura
1. ↑  Simmons MA (2005). „Functional selectivity, ligand-directed trafficking, conformation-specific agonism: what's in a name?”. Mol. Interv. 5 (3): 154—7. PMID 15994454. doi:10.1124/mi.5.3.4.[мртва веза]
2. ↑  Urban, J. D.; Clarke, W. P.; von Zastrow M;  . (2007). „Functional selectivity and classical concepts of quantitative pharmacology”. J. Pharmacol. Exp. Ther. 320 (1): 1—13. PMID 16803859. doi:10.1124/jpet.106.104463.

## Dodatna literatura
- Mailman RB, Gay EA (2004). „Novel Mechanisms of drug action: Functional selectivity at D2 dopamine receptors (a lesson for drug discovery)”. Med Chem Res. 13: 115—126. doi:10.1007/s00044-004-0017-7.
- Nelson, C. P.;  . (2004). „Functional selectivity of muscarinic receptor antagonists for inhibition of M3-mediated phosphoinositide responses in guinea pig urinary bladder and submandibular salivary gland”. J Pharmacol Exp Ther. 310 (3): 1255—65. PMID 15140916. doi:10.1124/jpet.104.067140. Архивирано из оригинала 29. 09. 2007. г. Приступљено 23. 12. 2010.
- Gay, E. A.;  . (2004). „Functional selectivity of D2 receptor ligands in a Chinese hamster ovary hD2L cell line: evidence for induction of ligand-specific receptor states”. Mol Pharmacol. 66 (1): 97—105. PMID 15213300. doi:10.1124/mol.66.1.97. Архивирано из оригинала 11. 10. 2008. г. Приступљено 23. 12. 2010.
- Mottola, D. M.;  . (2002). „Functional Selectivity of Dopamine Receptors Agonists. I. Selective Activation of Postsynaptic Dopamine D2 Receptors Linked to Adenylate Cyclase”. J Pharmacol Exp Ther. 301 (3): 1166—78. PMID 12023552. doi:10.1124/jpet.301.3.1166. Архивирано из оригинала 16. 05. 2008. г. Приступљено 23. 12. 2010.
- Lawler, C. P.;  . (1999). „Interactions of the novel antipsychotic aripiprazole (OPC-14597) with dopamine and serotonin receptor subtypes” (PDF). Neuropsychopharmacology. 20 (6): 612—27. PMID 10327430. doi:10.1016/S0893-133X(98)00099-2.
- Kenakin, T. (1995). „Agonist-Receptor Efficacy. II. Agonist Trafficking of Receptor Signals”. Trends Pharmacol Sci. 16 (7): 232—8. PMID 7667897. doi:10.1016/S0165-6147(00)89032-X.